# Кременчуцький міськмолокозавод
ПАТ «Кременчу́цький міськмолокозаво́д»  — завод з переробки молока, розташований у Кременчуці. 2015 року увійшов до складу компанії Danone.

## Історія

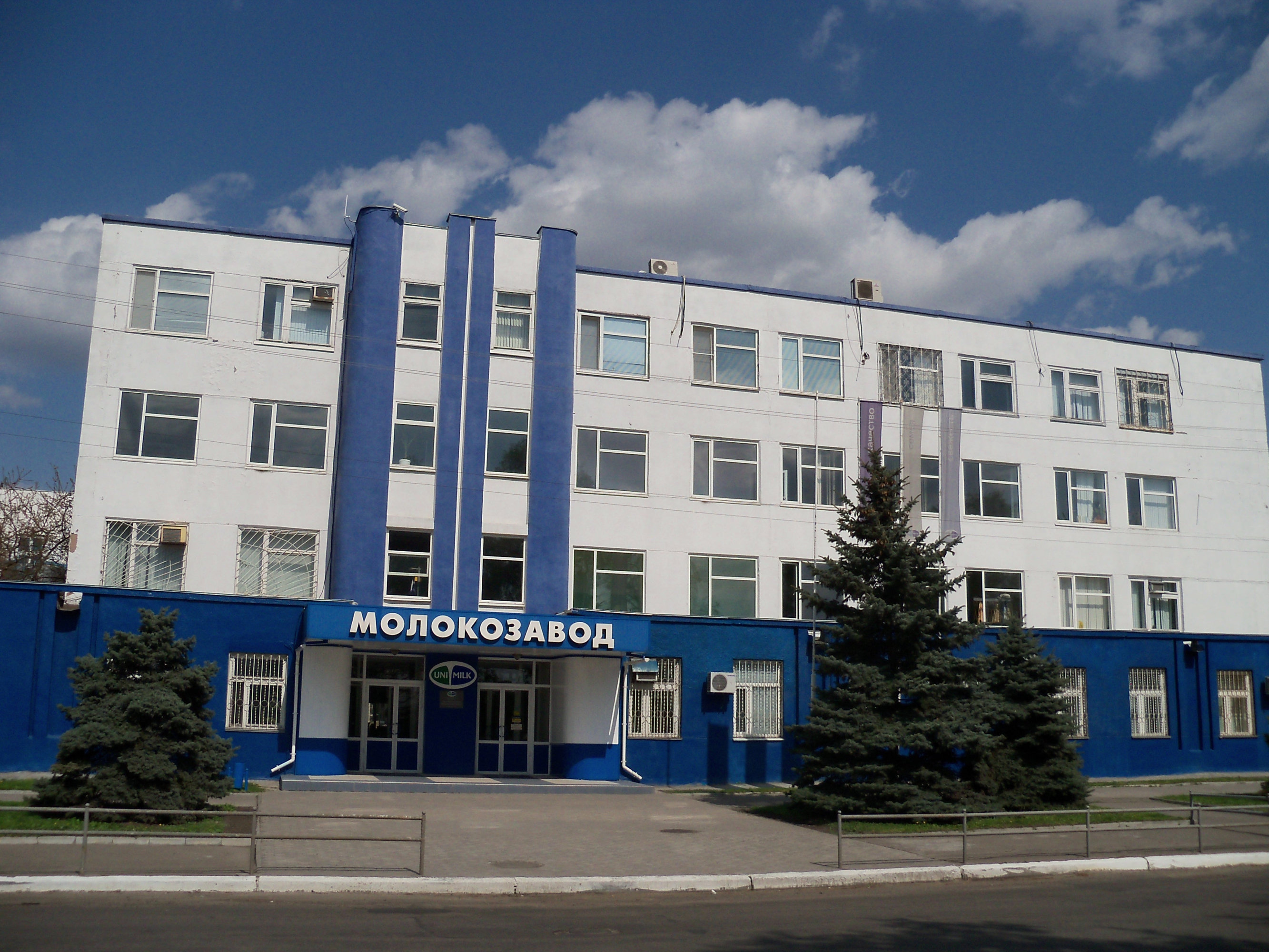
Адміністративний корпус заводу

- 1929 — заснування та початок роботи молокозаводу у Кременчуці потужністю 600 тонн на рік;
- 1939-40 — реконструкція, збільшення потужності до 1500 тонн на рік;
- 1943-44 — відновлення підприємства після Великої Вітчизняної війни;
- 1958–1965 — проведення повномасштабної реконструкції, потужність підприємства збільшено до 20 000 тонн на рік;
- 1986 — реконструкція з будівництвом нових виробничих корпусів і котельної, збільшення потужності до 180 тис. тонн на рік. Випуск цілномолочної продукції, морозива, сухого молока, масла, сирів;
- 1999 — модернізація цеху з виробництва сухого молока із встановленням газового калорифера;
- 2000–2002 — реконструкція цеху морозива із встановленням ліній «Rollo», «Catta-27» та ОЛВ-6;
- 2004 — вперше в Україні розпочато випуск молока у ПЕТ-пляшці;
- 2005 — запущено нове обладнання з виробництва глазурованих сирків;
- 2006 — запуск нової високопродуктивної лінії з розливу молочних продуктів у ПЕТ-пляшки;
- 2007 — початок робіт з реконструкції підприємства по збільшенню потужності до 280 000 тонн на рік;
- 2010 — початок інтеграції компанії «Юнімілк» з Компанією «Данон»;
- 2011 — «Данон-Юнімілк» — об'єднана компанія відновлює роботу з реконструкції в рамках першого пускового комплексу (зведення нової аміачно-компресорної і трансформаційної підстанції, реконструкція котельної і складу готової продукції);
- 2012 — розпочато нову реконструкцію заводу: прийомки молока, СІП мийки, цеху розливу продукції;

## Продукція
50 000 т/рік — фактична потужність виробництва молока, масла та кисломолочної продукції

Завод має 30 найменувань продукції у виробничій лінійці:
- молоко
- сметана
- закваска
- кефір
- ряжанка
- біокефіри, біойогурти
- масло

Близько 5% продукції реалізується в місті, інші 95% — в інші міста України та за кордон в Росію.